# UMTS2100
UMTS2100 – standard UMTS w którym transmisja mowy i danych może odbywać się w pasmach częstotliwości 1920 - 1980 MHz (uplink) i 2110- 2170 MHz (downlink). Często też do pasma obsługiwanego przez sieci budowane w tym standardzie zalicza się częstotliwości 1900 - 1920 oraz 2010 - 2025 MHz używane do transmisji w trybie TDD. Standard ten jest popularny w Europie, Afryce, Azji, Australii oraz w Brazylii.

## Używane częstotliwości
Standard UMTS przewiduje dwa tryby przesyłania danych pomiędzy terminalem a stacją bazową. W trybie FDD do transmisji we wspólnym kanale transmisyjnym definiowane są dwa zakresy częstotliwości. Jeden używany jest przez terminale do transmisji w stronę stacji bazowej, drugi używane jest przez stację bazową do transmisji odbieranych przez terminale. W trybie TDD definiowany jest jeden zakres częstotliwości na bazie którego przeprowadzana jest transmisja. W krótkich odstępach czasu zmienia się jej nadawca, w poszczególnych szczelinach czasowych może być to stacja bazowa lub terminale.
Częstotliwości, które są wykorzystywane są w systemach UMTS2100 w trybie FDD (za pomocą technologii WCDMA):
- 1920 MHz do 1980 MHz jako uplink, czyli częstotliwości na których telefony komórkowe nadają sygnał odbierany przez stacje bazowe.
- 2110 MHz do 2170 MHz jako downlink, czyli częstotliwości na których stacje bazowe nadają sygnał odbierany przez telefony komórkowe.

Częstotliwości, które mogą być wykorzystywane są w systemach UMTS2100 w trybie TDD (za pomocą technologii TD-CDMA lub TD-SCDMA):
- 1900 - 1920 oraz 2010 - 2025 MHz

(w Japonii dla transmisji w systemach UMTS dostępny jest tylko ten drugi zakres spektrum radiowego).